# 2022-es labdarúgó-világbajnokság (A csoport)
A 2022-es labdarúgó-világbajnokság A csoportjának mérkőzéseit 2022. november 20. és 29. között játszották. A csoportban Katar, Ecuador, Szenegál és Hollandia szerepelt. Hollandia és Szenegál jutott a nyolcaddöntőbe.

## Csapatok
| Pozíció sorsoláskor | Csapat    | Kalap | Nemzetközi szövetség | A kijutás módja             | A kvalifikáció időpontja | Hányadik vb-szereplése | Utolsó szereplés | Korábbi legjobb helyezés      | FIFA-ranglista helyezés | FIFA-ranglista helyezés |
| Pozíció sorsoláskor | Csapat    | Kalap | Nemzetközi szövetség | A kijutás módja             | A kvalifikáció időpontja | Hányadik vb-szereplése | Utolsó szereplés | Korábbi legjobb helyezés      | 2022. március           | 2022. október           |
| ------------------- | --------- | ----- | -------------------- | --------------------------- | ------------------------ | ---------------------- | ---------------- | ----------------------------- | ----------------------- | ----------------------- |
| A1                  | Katar     | 1     | AFC                  | Rendező                     | 2010. december 2.        | 1.                     | —                | —                             | 51                      | 50                      |
| A2                  | Ecuador   | 4     | CONMEBOL             | CONMEBOL negyedik helyezett | 2022. március 24.        | 4.                     | 2014             | Nyolcaddöntő (2006)           | 46                      | 44                      |
| A3                  | Szenegál  | 3     | CAF                  | 3. forduló győztese         | 2022. március 29.        | 3.                     | 2018             | Negyeddöntő (2002)            | 20                      | 18                      |
| A4                  | Hollandia | 2     | UEFA                 | G csoport győztese          | 2021. november 16.       | 11.                    | 2014             | Ezüstérmes (1974, 1978, 2010) | 10                      | 8                       |

1. ↑  A 2022. márciusi ranglistát használták a csoportkör sorsolásához való kiemeléshez

## Tabella
| Hely. | Csapat    | M | Gy | D | V | G+ | G– | Gk | P | Továbbjutás                                |
| ----- | --------- | - | -- | - | - | -- | -- | -- | - | ------------------------------------------ |
| 1.    | Hollandia | 3 | 2  | 1 | 0 | 5  | 1  | +4 | 7 | Továbbjutott az egyenes kieséses szakaszba |
| 2.    | Szenegál  | 3 | 2  | 0 | 1 | 5  | 4  | +1 | 6 | Továbbjutott az egyenes kieséses szakaszba |
| 3.    | Ecuador   | 3 | 1  | 1 | 1 | 4  | 3  | +1 | 4 |                                            |
| 4.    | Katar (R) | 3 | 0  | 0 | 3 | 1  | 7  | −6 | 0 |                                            |

A nyolcaddöntőben:
- Az A csoport győztese játszik a B csoport második helyezettjével.
- Az A csoport második helyezettje a B csoport győztesével játszik.

## Mérkőzések
Az időpontok helyi idő szerint (UTC+3), a zárójelben magyar idő szerint értendők.

### Katar – Ecuador
A két csapat háromszor találkozott egymással, legutóbb 2018-ban, barátságos meccsen 4–3-ra nyert Katar.
| 2022. november 20. 19:00 (17:00) |

| Katar | 0–2               | Ecuador                     |
| ----- | ----------------- | --------------------------- |
|       | (0–2) Jegyzőkönyv | Valencia 16' (11-esből) 31' |

| Al Bayt Stadion, al-Hor Nézőszám: 67 372 Játékvezető: Daniele Orsato (olasz) |

| Katar | Ecuador |

| KA                   | 1  | Szad ál-Síb          | 15' |     |
| KV                   | 15 | Basszam al-Ravi      |     |     |
| KV                   | 16 | Búalám Húhí          |     |     |
| KV                   | 3  | Abd el-Csarím Haszan |     |     |
| JSZV                 | 2  | Ró-Ró                |     |     |
| BSZV                 | 14 | Omám Ámed            |     |     |
| KKP                  | 10 | Hasszán al-Hajdos    |     | 72' |
| KKP                  | 12 | Karim Budiaf         | 36' |     |
| KKP                  | 6  | Abd ál-Azíz Hátem    |     |     |
| KCS                  | 19 | Almaz Ali            | 22' | 72' |
| KCS                  | 11 | Acsram Afíf          | 78' |     |
| Cserék:              |    |                      |     |     |
| CS                   | 9  | Mohammed Muntari     |     | 72' |
| V                    | 4  | Mohammed Vaad        |     | 72' |
| Szövetségi kapitány: |    |                      |     |     |
| Félix Sánchez        |    |                      |     |     |

| KA                   | 1  | Hernán Galíndez  |     |     |
| JV                   | 17 | Ángelo Preciado  |     |     |
| KV                   | 2  | Félix Torres     |     |     |
| KV                   | 3  | Piero Hincapié   |     |     |
| BV                   | 7  | Pervis Estupiñán |     |     |
| JKP                  | 19 | Gonzalo Plata    |     |     |
| KKP                  | 20 | Jhegson Méndez   | 56' |     |
| KKP                  | 23 | Moisés Caicedo   | 29' | 90' |
| BKP                  | 10 | Romario Ibarra   |     | 68' |
| KCS                  | 13 | Enner Valencia   |     | 77' |
| KCS                  | 11 | Michael Estrada  |     | 90' |
| Cserék:              |    |                  |     |     |
| KP                   | 16 | Jeremy Sarmiento |     | 68' |
| KP                   | 5  | José Cifuentes   |     | 77' |
| CS                   | 26 | Kevin Rodríguez  |     | 90' |
| KP                   | 21 | Alan Franco      |     | 90' |
| Szövetségi kapitány: |    |                  |     |     |
| Gustavo Alfaro       |    |                  |     |     |

| A mérkőzés játékosa: Enner Valencia (Ecuador) Asszisztensek: Ciro Carbone (olasz) Alessandro Giallatini (olasz) Negyedik játékvezető: Kovács István (román) Tartalék játékvezető: Ovidiu Artene (román) Videobírók: Massimiliano Irrati (olasz) Paolo Valeri (olasz) Tomasz Listkiewicz (lengyel) Benoît Millot (francia) Paweł Sokolnicki (lengyel) |

### Szenegál – Hollandia
A csapatok még soha nem találkoztak egymással.
| 2022. november 21. 19:00 (17:00) |

| Szenegál | 0–2               | Hollandia                |
| -------- | ----------------- | ------------------------ |
|          | (0–0) Jegyzőkönyv | Gakpo 84' Klaassen 90+9' |

| al-Thumama Stadion, Doha Nézőszám: 41 721 Játékvezető: Wilton Sampaio (brazil) |

| Szenegál | Hollandia |

| KA                   | 16 | Édouard Mendy     |       |     |
| JV                   | 21 | Youssouf Sabaly   |       |     |
| KV                   | 3  | Kalidou Koulibaly |       |     |
| KV                   | 4  | Pape Abou Cissé   |       |     |
| BV                   | 22 | Abdou Diallo      |       | 62' |
| KKP                  | 6  | Nampalys Mendy    | 90+4' |     |
| KKP                  | 5  | Idrissa Gueye     | 90+6' |     |
| KKP                  | 8  | Cheikhou Kouyaté  |       | 73' |
| JCS                  | 15 | Krépin Diatta     |       | 73' |
| KCS                  | 9  | Boulaye Dia       |       | 69' |
| BCS                  | 18 | Ismaïla Sarr      |       |     |
| Cserék:              |    |                   |       |     |
| V                    | 14 | Ismail Jakobs     |       | 62' |
| KP                   | 20 | Bamba Dieng       |       | 69' |
| CS                   | 26 | Pape Gueye        |       | 73' |
| KP                   | 7  | Nicolas Jackson   |       | 73' |
| Szövetségi kapitány: |    |                   |       |     |
| Aliou Cissé          |    |                   |       |     |

| KA                   | 23 | Andries Noppert  |     |       |
| JSZV                 | 22 | Denzel Dumfries  |     |       |
| KV                   | 3  | Matthijs de Ligt | 56' |       |
| KV                   | 4  | Virgil van Dijk  |     |       |
| KV                   | 5  | Nathan Aké       |     |       |
| BSZV                 | 17 | Daley Blind      |     |       |
| KKP                  | 11 | Steven Berghuis  |     | 79'   |
| KKP                  | 21 | Frenkie de Jong  |     |       |
| JCS                  | 8  | Cody Gakpo       |     | 90+4' |
| KCS                  | 18 | Vincent Janssen  |     | 62'   |
| BCS                  | 7  | Steven Bergwijn  |     | 79'   |
| Cserék:              |    |                  |     |       |
| CS                   | 10 | Memphis Depay    |     | 62'   |
| KP                   | 14 | Davy Klaassen    |     | 79'   |
| KP                   | 20 | Teun Koopmeiners |     | 73'   |
| KP                   | 15 | Marten de Roon   |     | 90+4' |
| Szövetségi kapitány: |    |                  |     |       |
| Louis van Gaal       |    |                  |     |       |

| A mérkőzés játékosa: Cody Gakpo (Hollandia) Asszisztensek: Bruno Boschilia (brazil) Bruno Pires (brazil) Negyedik játékvezető: Andrés Matonte (uruguayi) Tartalék játékvezető: Nicolás Taran (uruguayi) Videobírók: Juan Soto (venezuelai) Nicolás Gallo (kolumbiai) Diego Bonfá (argentin) Mauro Vigliano (argentin) Ezequiel Brailovsky (argentin) |

### Katar – Szenegál
A csapatok még soha nem találkoztak egymással.
| 2022. november 25. 16:00 (14:00) |

| Katar       | 1–3               | Szenegál                       |
| ----------- | ----------------- | ------------------------------ |
| Muntari 78' | (0–1) Jegyzőkönyv | Dia 41' Diédhiou 48' Dieng 84' |

| al-Thumama Stadion, Doha Nézőszám: 41 797 Játékvezető: Antonio Mateu Lahoz (spanyol) |

| Katar | Szenegál |

| KA                   | 22 | Mesál Barsam         |       |     |
| KV                   | 17 | Ismáel Mohammad      | 20'   |     |
| KV                   | 16 | Búalám Húhí          |       |     |
| KV                   | 3  | Abd el-Csarím Haszan |       |     |
| JSZV                 | 2  | Ró-Ró                |       | 83' |
| BSZV                 | 14 | Omám Ámed            | 45+2' | 83' |
| KKP                  | 10 | Hasszán al-Hajdos    |       | 74' |
| KKP                  | 12 | Karim Budiaf         |       | 69' |
| KKP                  | 23 | Asszim Madibo        | 90+1' |     |
| KCS                  | 19 | Almaz Ali            |       |     |
| KCS                  | 11 | Acsram Afíf          |       |     |
| Cserék:              |    |                      |       |     |
| KP                   | 6  | Abd ál-Azíz Hátem    |       | 69' |
| CS                   | 9  | Mohammed Muntari     |       | 74' |
| V                    | 4  | Mohammed Vaad        |       | 83' |
| V                    | 5  | Tarik Szalmán        |       | 83' |
| Szövetségi kapitány: |    |                      |       |     |
| Félix Sánchez        |    |                      |       |     |

| KA                   | 16 | Édouard Mendy     |     |     |
| JV                   | 21 | Youssouf Sabaly   |     |     |
| KV                   | 3  | Kalidou Koulibaly |     |     |
| KV                   | 14 | Ismail Jakobs     | 52' | 78' |
| BV                   | 22 | Abdou Diallo      |     |     |
| KKP                  | 6  | Nampalys Mendy    |     | 78' |
| KKP                  | 5  | Idrissa Gueye     |     |     |
| JKP                  | 15 | Krépin Diatta     |     | 64' |
| TKP                  | 19 | Famara Diédhiou   |     | 74' |
| BKP                  | 18 | Ismaïla Sarr      |     | 74' |
| KCS                  | 9  | Boulaye Dia       | 30' |     |
| Cserék:              |    |                   |     |     |
| KP                   | 11 | Pathé Ciss        | 87' | 64' |
| KP                   | 13 | Iliman Ndiaye     |     | 74' |
| CS                   | 20 | Bamba Dieng       |     | 74' |
| V                    | 4  | Pape Abou Cissé   |     | 78' |
| KP                   | 17 | Pape Sarr         |     | 78' |
| Szövetségi kapitány: |    |                   |     |     |
| Aliou Cissé          |    |                   |     |     |

| A mérkőzés játékosa: Boulaye Dia (Szenegál) Asszisztensek: Pau Cebrián Devís (spanyol) Roberto Díaz Pérez del Palomar (spanyol) Negyedik játékvezető: Kevin Ortega (perui) Tartalék játékvezető: Djibril Camara (szenegáli) Videobírók: Drew Fischer (kanadai) Fernando Guerrero (mexikói) Nicolás Taran (uruguayi) Adil Zourak (marokkói) Bruno Pires (brazil) |

### Hollandia – Ecuador
A két csapat kétszer találkozott egymással, legutóbb 2014-ben 1–1-es döntetlent játszottak barátságos mérkőzésen.
| 2022. november 25. 19:00 (17:00) |

| Hollandia | 1–1               | Ecuador      |
| --------- | ----------------- | ------------ |
| Gakpo 6'  | (1–0) Jegyzőkönyv | Valencia 49' |

| Halífa Nemzetközi Stadion, al-Rajján Nézőszám: 44 833 Játékvezető: Musztafa Gorbál (algériai) |

| Hollandia | Ecuador |

| KA                   | 23 | Andries Noppert  |     |
| JSZV                 | 22 | Denzel Dumfries  |     |
| KV                   | 3  | Jurriën Timber   |     |
| KV                   | 4  | Virgil van Dijk  |     |
| KV                   | 5  | Nathan Aké       |     |
| BSZV                 | 17 | Daley Blind      |     |
| KKP                  | 20 | Teun Koopmeiners | 79' |
| KKP                  | 21 | Frenkie de Jong  |     |
| TKP                  | 14 | Davy Klaassen    | 69' |
| KCS                  | 8  | Cody Gakpo       | 79' |
| KCS                  | 7  | Steven Bergwijn  | 46' |
| Cserék:              |    |                  |     |
| CS                   | 10 | Memphis Depay    | 46' |
| KP                   | 11 | Steven Berghuis  | 69' |
| CS                   | 19 | Wout Weghorst    | 79' |
| KP                   | 15 | Marten de Roon   | 79' |
| Szövetségi kapitány: |    |                  |     |
| Louis van Gaal       |    |                  |     |

| KA                   | 1  | Hernán Galíndez  |     |     |
| JSZV                 | 17 | Ángelo Preciado  |     |     |
| KV                   | 25 | Jackson Porozo   |     |     |
| KV                   | 2  | Félix Torres     |     |     |
| KV                   | 3  | Piero Hincapié   |     |     |
| BSZV                 | 7  | Pervis Estupiñán |     |     |
| JKP                  | 19 | Gonzalo Plata    |     | 90' |
| KKP                  | 20 | Jhegson Méndez   | 57' |     |
| KKP                  | 23 | Moisés Caicedo   |     |     |
| BKP                  | 13 | Enner Valencia   |     | 90' |
| KCS                  | 11 | Michael Estrada  |     | 74' |
| Cserék:              |    |                  |     |     |
| CS                   | 16 | Jeremy Sarmiento |     | 74' |
| CS                   | 10 | Romario Ibarra   |     | 90' |
| CS                   | 26 | Kevin Rodríguez  |     | 90' |
| Szövetségi kapitány: |    |                  |     |     |
| Gustavo Alfaro       |    |                  |     |     |

| A mérkőzés játékosa: Frenkie de Jong (Hollandia) Asszisztensek: Mokrane Gourari (algériai) Abdelhak Etchiali (algériai) Negyedik játékvezető: Said Martínez (hondurasi) Tartalék játékvezető: Helpys Raymundo Feliz (Dominikai Köztársasági) Videobírók: Shaun Evans (ausztrál) Rédouane Jiyed (marokkói) Ashley Beecham (ausztrál) Muhamad Taki (szingapúri) Anton Shchetinin (ausztrál) |

### Ecuador – Szenegál
A két csapat kétszer találkozott egymással, legutóbb 2005-ben barátságos meccsen 2–1-re megnyerte Szenegált.
| 2022. november 29. 18:00 (16:00) |

| Ecuador     | 1–2               | Szenegál                             |
| ----------- | ----------------- | ------------------------------------ |
| Caicedo 67' | (0–1) Jegyzőkönyv | I. Sarr 44' (11-esből) Koulibaly 70' |

| Halífa Nemzetközi Stadion, al-Rajján Nézőszám: 44 569 Játékvezető: Clément Turpin (francia) |

| Ecuador | Szenegál |

| KA                   | 1  | Hernán Galíndez  |     |
| JV                   | 17 | Ángelo Preciado  | 85' |
| KV                   | 2  | Félix Torres     |     |
| KV                   | 3  | Piero Hincapié   |     |
| BV                   | 7  | Pervis Estupiñán |     |
| VKP                  | 8  | Carlos Gruezo    | 46' |
| KKP                  | 23 | Moisés Caicedo   |     |
| KKP                  | 21 | Alan Franco      | 46' |
| BSZ                  | 13 | Enner Valencia   |     |
| KCS                  | 11 | Michael Estrada  | 64' |
| JSZ                  | 19 | Gonzalo Plata    |     |
| Cserék:              |    |                  |     |
| KP                   | 5  | José Cifuentes   | 46' |
| KP                   | 16 | Jeremy Sarmiento | 46' |
| CS                   | 24 | Djorkaeff Reasco | 64' |
| V                    | 25 | Jackson Porozo   | 85' |
| Szövetségi kapitány: |    |                  |     |
| Gustavo Alfaro       |    |                  |     |

| KA                   | 16 | Édouard Mendy     |     |       |
| JV                   | 21 | Youssouf Sabaly   |     |       |
| KV                   | 3  | Kalidou Koulibaly |     |       |
| KV                   | 22 | Abdou Diallo      |     |       |
| BV                   | 14 | Ismail Jakobs     |     |       |
| KKP                  | 11 | Pathé Ciss        |     | 74'   |
| KKP                  | 26 | Pape Gueye        |     |       |
| JKP                  | 13 | Iliman Ndiaye     |     | 74'   |
| TKP                  | 5  | Idrissa Gueye     | 66' |       |
| BKP                  | 18 | Ismaïla Sarr      |     |       |
| KCS                  | 9  | Boulaye Dia       |     | 90+5' |
| Cserék:              |    |                   |     |       |
| KP                   | 6  | Nampalys Mendy    |     | 74'   |
| CS                   | 20 | Bamba Dieng       |     | 74'   |
| V                    | 4  | Pape Abou Cissé   |     | 90+5' |
| Szövetségi kapitány: |    |                   |     |       |
| Aliou Cissé          |    |                   |     |       |

| A mérkőzés játékosa: Kalidou Koulibaly (Szenegál) Asszisztensek: Nicolas Danos (francia) Cyril Gringore (francia) Negyedik játékvezető: Kovács István (román) Tartalék játékvezető: Ovidiu Artene (román) Videobírók: Jérôme Brisard (francia) Benoît Millot (francia) Ciro Carbone (olasz) Drew Fischer (kanadai) Alessandro Giallatini (olasz) |

### Hollandia – Katar
A csapatok még soha nem találkoztak egymással.
| 2022. november 29. 18:00 (16:00) |

| Hollandia                | 2–0               | Katar |
| ------------------------ | ----------------- | ----- |
| Gakpo 26' F. de Jong 49' | (1–0) Jegyzőkönyv |       |

| Al Bayt Stadion, al-Hor Nézőszám: 66 784 Játékvezető: Bakary Gassama (gambiai) |

| Hollandia | Katar |

| KA                   | 23 | Andries Noppert  |     |     |
| JSZV                 | 22 | Denzel Dumfries  |     |     |
| KV                   | 3  | Jurriën Timber   |     |     |
| KV                   | 4  | Virgil van Dijk  |     |     |
| KV                   | 5  | Nathan Aké       | 52' |     |
| BSZV                 | 17 | Daley Blind      |     |     |
| KKP                  | 15 | Marten de Roon   |     | 82' |
| KKP                  | 21 | Frenkie de Jong  |     | 86' |
| TKP                  | 14 | Davy Klaassen    |     | 66' |
| KCS                  | 8  | Cody Gakpo       |     | 82' |
| KCS                  | 10 | Memphis Depay    |     | 66' |
| Cserék:              |    |                  |     |     |
| KP                   | 11 | Steven Berghuis  |     | 66' |
| CS                   | 18 | Vincent Janssen  |     | 66' |
| CS                   | 19 | Wout Weghorst    |     | 82' |
| KP                   | 20 | Teun Koopmeiners |     | 82' |
| KP                   | 24 | Kenneth Taylor   |     | 86' |
| Szövetségi kapitány: |    |                  |     |     |
| Louis van Gaal       |    |                  |     |     |

| KA                   | 22 | Mesál Barsam         |     |
| JSZV                 | 17 | Ismáel Mohammad      | 85' |
| KV                   | 16 | Búalám Húhí          |     |
| KV                   | 3  | Abd el-Csarím Haszan |     |
| KV                   | 2  | Ró-Ró                |     |
| BSZV                 | 14 | Omám Ámed            |     |
| KKP                  | 10 | Hasszán al-Hajdos    | 64' |
| KKP                  | 6  | Abd ál-Azíz Hátem    | 85' |
| KKP                  | 23 | Asszim Madibo        | 64' |
| KCS                  | 19 | Almaz Ali            | 64' |
| KCS                  | 11 | Acsram Afíf          |     |
| Cserék:              |    |                      |     |
| KP                   | 8  | Ali Asszadálla       | 64' |
| KP                   | 12 | Karim Budiaf         | 64' |
| CS                   | 9  | Mohammed Muntari     | 64' |
| V                    | 13 | Muszáb Héder         | 85' |
| CS                   | 7  | Ámed Alaeldin        | 85' |
| Szövetségi kapitány: |    |                      |     |
| Félix Sánchez        |    |                      |     |

| A mérkőzés játékosa: Davy Klaassen (Hollandia) Asszisztensek: Elvis Noupue (kameruni) Mahmud Abuelregál (egyiptomi) Negyedik játékvezető: Ma Ning (kínai) Tartalék játékvezető: Csao Ji (kínai) Videobírók: Rédouane Jiyed (marokkói) Adil Zourak (marokkói) Mokrane Gourari (algériai) Julio Bascuñán (chilei) Zakhele Siwela (dél-afrikai) |

## Fair play-pontok
A fair play-pontok az összesített és az egymás elleni eredmények egyenlősége esetén rangsorolták a csapatokat. Ezeket az összes csoportmérkőzésen kapott sárga és piros lapok alapján számították ki az alábbiak szerint:
- első sárga lap: mínusz 1 pont;
- piros lap második sárga lap után: mínusz 3 pont;
- azonnali piros lap: mínusz 4 pont;
- sárga lap és azonnali piros lap: mínusz 5 pont;

Egy játékosra egy mérkőzésen a fenti levonások közül csak egy volt alkalmazható.
| Csapat    | 1. mérkőzés | 1. mérkőzés                          | 1. mérkőzés | 1. mérkőzés           | 2. mérkőzés | 2. mérkőzés                          | 2. mérkőzés | 2. mérkőzés           | 3. mérkőzés | 3. mérkőzés                          | 3. mérkőzés | 3. mérkőzés           | Fair play-pont |
| Csapat    | Sárga lap   | sárga lap · 2. sárga lap · kiállítva | kiállítva   | sárga lap · kiállítva | Sárga lap   | sárga lap · 2. sárga lap · kiállítva | kiállítva   | sárga lap · kiállítva | Sárga lap   | sárga lap · 2. sárga lap · kiállítva | kiállítva   | sárga lap · kiállítva | Fair play-pont |
| --------- | ----------- | ------------------------------------ | ----------- | --------------------- | ----------- | ------------------------------------ | ----------- | --------------------- | ----------- | ------------------------------------ | ----------- | --------------------- | -------------- |
| Hollandia | 1           |                                      |             |                       |             |                                      |             |                       | 1           |                                      |             |                       | –2             |
| Ecuador   | 2           |                                      |             |                       | 1           |                                      |             |                       |             |                                      |             |                       | –3             |
| Szenegál  | 2           |                                      |             |                       | 3           |                                      |             |                       | 1           |                                      |             |                       | –6             |
| Katar     | 4           |                                      |             |                       | 3           |                                      |             |                       |             |                                      |             |                       | –7             |

## Fordítás
Ez a szócikk részben vagy egészben  a(z)   2022 FIFA World Cup Group A című angol Wikipédia-szócikk ezen változatának fordításán alapul.  Az eredeti cikk szerkesztőit annak laptörténete sorolja fel. Ez a jelzés csupán a megfogalmazás eredetét és a szerzői jogokat jelzi, nem szolgál a cikkben szereplő információk forrásmegjelöléseként.